# Cavillatrix calliphorina
Cavillatrix calliphorina är en tvåvingeart som beskrevs av Richter 1986. Cavillatrix calliphorina ingår i släktet Cavillatrix och familjen parasitflugor. Inga underarter finns listade i Catalogue of Life.